# La matadora
La matadora (Fiesta) è un film del 1947 diretto da Richard Thorpe. Girato in Messico, racconta la storia di due gemelli, maschio e femmina, figli di un grande torero, ormai in pensione, che vive con il sogno di poter vedere il figlio maschio scendere anche lui nell'arena per continuare la tradizione di famiglia.
Le coreografie del film sono firmate da Eugene Loring; Leslie H. Martinson non viene accreditato, ma risulta avervi lavorato come segretario di edizione.
Per il brano della sinfonia messicana composta da Mario Morales nel film, viene usata la musica di Aaron Copland, El Salon Mexico.

## Trama
Maria e Mario sono due gemelli che crescono con larghezza di mezzi nella tenuta del padre, Antonio Morales, il più grande torero messicano. Antonio si è ormai ritirato da tempo dalle arene, ma confida che la tradizione familiare verrà ripresa dal figlio maschio, Mario. I due ragazzi, infatti, fin da piccoli, hanno preso lezioni da Pepe, un assistente di Antonio, che è diventato per i due un secondo padre. Maria, atletica e sportiva, è affascinata dal mondo delle arene mentre Mario, diventato adulto, preferisce dedicarsi alla sua vera passione, la musica. Per poter comporre, lascia la casa di famiglia. Maximino Contreras, un famoso compositore, riconosce il suo talento e lo incita a proseguire su quella strada. Antonio, il vecchio torero, è distrutto: il suo sogno svanito.
Passa qualche tempo e, all'improvviso, cominciano ad apparire nelle più piccole città messicane, degli avvisi di corrida dove compare il nome di Mario Morales. Il nuovo torero via via conquista una fama sempre più nazionale, finché non viene ingaggiato per una grande corrida nella capitale. La sorpresa sarà, per Antonio, quella di scoprire che in effetti Mario non è altri che Maria, che ha sostituito il fratello spacciandosi per lui. Mario, nel contempo, sarà consacrato grande compositore quando la sua musica verrà suonata in pubblico e lo farà diventare un'icona nazionale.

## Colonna sonora
- Fantasia Mexicana
  - basata su El Salon Mexico
  - Musica di Aaron Copland
  - Musica adattata e orchestra da Johnny Green
  - Piano solitsta André Previn
- La Bamba
  - Scritta da Luis Martínez Serrano
- Jarabe tapatío (The Mexican Hat Dance)
  - Tradizionale
- La luna enamorada
  - Scritta da Angel Ortiz De Villajos, Miriano Bolanos, Recio Leocadio e Martinez Durango
- Romeria Vasca
  - Scritta ed eseguita da Los Bocheros

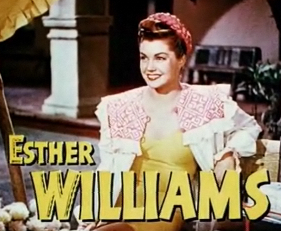
Esther Williams

- La barca de oro
  - Tradizionale[1]

## Produzione
Il film fu prodotto da Jack Cummings per la MGM. Venne girato in Messico: tra Puebla e Tlaxcala.

## Distribuzione
Distribuito dalla Metro-Goldwyn-Mayer (MGM), il film uscì nelle sale cinematografiche USA il 12 giugno 1947.

## Riconoscimenti
Il musicista Johnny Green fu, nel 1948, candidato all'Oscar alla migliore colonna sonora nella sezione "Film Musical".